# Chinese Kamasutra
Chinese Kamasutra (Kamasutra cinese) è un film del 1994, diretto da Chang Lee Sun (alias Aristide Massaccesi, più noto come Joe D'Amato).

## Trama
La materializzazione delle più profonde voglie di Joan, bellissima ragazza che, conclusi gli studi a Londra, ha trovato lavoro come bibliotecaria in una città della Cina meridionale. Dopo avere respinto, timorosa, le pressanti attenzioni del giovane collega Kon, Joan entra casualmente in possesso del Kamasutra cinese, per trovarsi magicamente proiettata in un mondo dominato dal sesso, in cui le più conturbanti e sensuali immagini del libro prendono vita.
Uno sconvolgente viaggio con i sensi che corrono a mille nel labirinto del piacere più puro, per approdare a quella che sarà la sua autentica iniziazione. E solo dopo di questa, Joan diventerà padrona del proprio corpo quale estremo strumento di piacere. Riuscirà finalmente a soddisfare il devoto Kon?